# شاهزاده فیلیپ، دوک ادینبرو
شاهزاده فیلیپ، دوک ادینبرو (انگلیسی: Prince Philip, Duke of Edinburgh؛ زاده‌شده به‌نام شاهزاده فیلیپ یونان و دانمارک؛ ۱۰ ژوئن ۱۹۲۱ – ۹ آوریل ۲۰۲۱) به عنوان همسر ملکه الیزابت دوم، عضوی از خانواده سلطنتی بریتانیا بود.
او مسن‌ترین همسر یک فرمانروای بریتانیا و کسی بود که در قلمروهای مشترک‌المنافع بیشترین مدت خدمت را به عنوان همسر فرمانروا داشت.
فیلیپ در خانواده‌های سلطنتی یونان و دانمارک به دنیا آمد. وی در یونان متولد شد، اما خانواده وی هنگامی که هجده ماه داشت از کشور تبعید شد. وی پس از تحصیل در فرانسه، آلمان و انگلستان، در ۱۸ سالگی در ۱۹۳۹ به نیروی دریایی سلطنتی انگلیس پیوست. از ژوئیه ۱۹۳۹، مکاتبه با پرنسس الیزابت سیزده ساله، که اولین بار در سال ۱۹۳۴ ملاقات کرده بود، آغاز شد. در طول جنگ جهانی دوم وی در ناوگان مدیترانه و اقیانوس اطلس خدمت کرد. پس از جنگ، جورج ششم اجازه ازدواج با الیزابت را به فیلیپ داد. در ژوئیه ۱۹۴۷، پیش از اعلام رسمی نامزدی آن‌ها، او عنوان‌ها یونانی و دانمارکی خود را کنار گذاشت، یک فرد عادی انگلیس شد و نام خانوادگی مادربزرگ مادری‌اش مونتباتن را پذیرفت. او در ۲۰ نوامبر ۱۹۴۷ با الیزابت ازدواج کرد. درست پیش از عروسی، به او عنوان اعلی‌حضرت اعطا شد و دوک ادینبرو، ارل مریونث و بارون گرینویچ را از پادشاه جورج ششم دریافت کرد. فیلیپ هنگامی که الیزابت در سال ۱۹۵۲ ملکه شد، خدمت نظامی خود را ترک کرد و به درجه فرماندهی رسید و در سال ۱۹۵۷ به عنوان شاهزاده ملقب شد.
فیلیپ از الیزابت چهار فرزند داشت: چارلز سوم، شاهدخت آن، شاهزاده اندرو، دوک یورک و شاهزاده ادوارد، دوک ادینبرو. از طریق یک دستور صادرشده در شورای سلطنتی انگلیس در سال ۱۹۶۰، فرزندان زوجی که عنوان‌ها سلطنتی ندارند، می‌توانند از نام خانوادگی مونتباتن-وینزر استفاده کنند، که همچنین توسط برخی از اعضای خانواده سلطنتی مانند آن، اندرو، و ادوارد استفاده می‌شود.
فیلیپ که از علاقه‌مندان به ورزش بود، به توسعه کالسکه‌رانی کمک کرد. وی حامی، رئیس یا عضو بیش از ۷۸۰ سازمان بود و به عنوان رئیس جایزه دوک ادینبرو، یک برنامه خودسازی برای جوانان ۱۴ تا ۲۴ ساله خدمت می‌کرد. وی طولانی‌ترین همسر یک پادشاه در حال سلطنت انگلیس و با دوام‌ترین عضو مرد خانواده سلطنتی انگلیس بود. او در ۲ اوت ۲۰۱۷، در سن ۹۶ سالگی، با داشتن ۲۲۲۱۹ نامزدی انفرادی از سال ۱۹۵۲، از وظایف سلطنتی خود بازنشسته شد. فیلیپ در ۹ آوریل ۲۰۲۱، دو ماه پیش از صدمین سالگرد تولد خود، درگذشت.

## زندگی
او در ۱۰ ژوئنِ ۱۹۲۱ در ویلای مون ریپوس در شهر کورفو، یونان زاده شد و به‌طور رسمی شاهزاده فیلیپ یونان و دانمارک (به انگلیسی: Prince Philip of Greece and Denmark) نامیده شد. شاهزاده فیلیپ از خاندان سلطنتی یونان و دانمارک بود که پس از کودتا و برکناری خاندان پادشاهی یونان به همراه خانواده از یونان تبعید شد. مادر شاهزاده فیلیپ نتیجه ملکه ویکتوریا و بنابراین وی از بستگان خاندان پادشاهی بریتانیا به‌شمار می‌آمد. شاهزاده فیلیپ در ۲۰ نوامبر ۱۹۴۷ (۲۸ آبان ۱۳۲۶) با الیزابت دوم ملکهٔ پیشین بریتانیا ازدواج کرد. او تا اکتبر ۲۰۱۱، ریاست دانشگاه کمبریج را بر عهده داشت.

### دوران تحصیل
فیلیپ برای اولین بار در The Elms تحصیل کرد، یک مدرسه آمریکایی در پاریس که توسط دونالد مک جانت اداره می‌شد، وی فیلیپ را به عنوان «فردی هوشمند، اما همیشه به طرز قابل توجهی مؤدب» توصیف کرده‌است. در سال ۱۹۲۸، او برای تحصیل در مدرسه Cheam به پادشاهی متحده فرستاده شد، و در کنار مادربزرگ مادریش شاهدخت ویکتوریای هسن و راین، در کاخ کنزینگتون و عمویش، جورج مونت‌باتن، مارک دوم مایلفورد، در Lynden Manor در بری، برکشر زندگی کرد. در سه سال آینده، چهار خواهر وی با شاهزادگان آلمانی ازدواج کردند و به آلمان نقل مکان کردند. بیماری مادرش اسکیزوفرنی تشخیص داده شد و به تیمارستان فرستاده شد و پدرش در مونت‌کارلو اقامت گزید. فیلیپ تا پایان کودکی ارتباط کمی با مادرش داشت. در سال ۱۹۳۳، وی به Schule Schloss Salem در آلمان اعزام شد، که «مزیت پس‌انداز شهریه» را داشت زیرا متعلق به خانواده برادر همسرش، Berthold , Margrave of Baden بود. با ظهور نازیسم در آلمان، بنیانگذار یهودی سالم، کورت هان، از پیگرد قانونی گریخت و مدرسه Gordonstoun را در اسکاتلند تأسیس کرد، که فیلیپ پس از دو دوره حضور در سالم به آنجا رفت. در سال ۱۹۳۷، خواهر وی شاهدخت سسیل یونان و دانمارک، همسرش گئورگ دوناتوس، دوک بزرگ ارثی هس، دو پسر کوچکش، لودویگ و الکساندر، نوزاد تازه متولد شده وی و مادرشوهر او، شاهزاده خانم الئونوره از سولمس-هوهانسولمس-لیچ در یک سانحه هوایی در اوستنده کشته شدند. فیلیپ، که آن زمان ۱۶ ساله بود، در مراسم خاکسپاری در دارمشتات شرکت کرد. سال بعد، عمو و سرپرست او لرد میلفورد هاون بر اثر سرطان درگذشت.

### خدمات دریایی و زمان جنگ

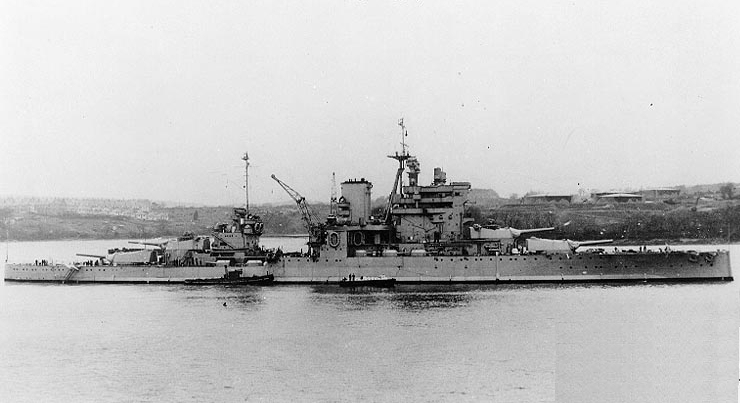
فیلیپ در نبرد دریای مدیترانه در اچ‌ام‌اس ولیانت (۱۹۱۴) خدمت می‌کرد

پس از ترک گوردونستون در اوایل سال ۱۹۳۹، فیلیپ دوره دانشکده افسری خود را به عنوان یک دانش آموز در کالج دریایی سلطنتی دارتموث گذراند و سپس به یونان بازگشت و در اواسط سال ۱۹۳۹ به مدت یک ماه با مادرش در آتن زندگی کرد. وی به دستور پادشاه یونان، جرج دوم یونان (پسر عموی اول او)، در سپتامبر به انگلیس بازگشت تا آموزشش را در نیروی دریایی پادشاهی بریتانیا از سر بگیرد. وی سال بعد به عنوان بهترین دانش آموز در دوره خود از دارتموث فارغ‌التحصیل شد. در طول جنگ جهانی دوم، وی به خدمت در نیروهای انگلیس ادامه داد، در حالی که دو برادر همسر وی، شاهزاده کریستوف هسی و برتولد، مرزدار بادن، در سمت مخالف آلمان جنگیدند. فیلیپ در ژانویه ۱۹۴۰ به مأموریت میدانی منصوب شد. او چهار ماه را در ناو جنگی اچ‌ام‌اس رامیلیس (۰۷) سپری کرد و از کاروان‌های نیروی اعزامی استرالیا در اقیانوس هند محافظت کرد و پس از آن پست‌های کوتاه مدت تری در اچ‌ام‌اس کنت (۵۴)، اچ‌ام‌اس شروپ‌شر (۷۳) و سری‌لانکا داشت. پس از حمله ایتالیا به یونان در اکتبر ۱۹۴۰، وی از اقیانوس هند به ناو جنگی اچ‌ام‌اس ولیانت (۱۹۱۴) در ناوگان مدیترانه منتقل شد.

### ازدواج
در سال ۱۹۳۹، پادشاه جورج ششم و ملکه الیزابت از کالج دریایی سلطنتی، دارتموث بازدید کردند. در طول بازدید، ملکه و لویی مونتباتن از برادرزاده‌اش فیلیپ خواستند که دو دختر پادشاه، الیزابت و مارگارت، که پسر عموی سوم فیلیپ از طریق ملکه ویکتوریا بودند، و پسر عموهای دوم را که یکبار از طریق پادشاه مسیحی نهم دانمارک برکنار شدند، همراهی کند. الیزابت عاشق فیلیپ شد و آنها از ۱۳ سالگی شروع به تبادل نامه کردند.
سرانجام، در تابستان سال ۱۹۴۶، فیلیپ از پادشاه دخترش را خواستگاری کرد. پادشاه درخواست او را تأیید کرد، مشروط بر اینکه هر نامزدی رسمی تا بیست و یکمین سالگرد تولد الیزابت در آوریل بعد به تأخیر بیفتد. در مارس ۱۹۴۷، فیلیپ عنوان‌ها سلطنتی خود در یونان و دانمارک را رها کرد، نام خانوادگی مونتباتن را از خانواده مادرش پذیرفت و به یک فرد عادی انگلیس تبدیل شد. این نامزدی در تاریخ ۱۰ ژوئیه سال ۱۹۴۷ به عموم اعلام شد.

## همسر ملکه

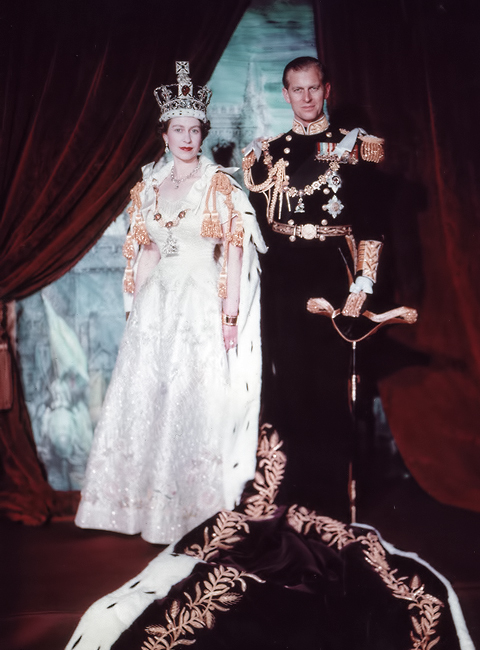
با الیزابت دوم در جشن تاجگذاری ملکه الیزابت دوم ۱۹۵۳

به تخت سلطنت نشستن الیزابت سؤال در مورد نام خانه سلطنتی را به وجود آورد، زیرا الیزابت قاعدتاً نام خانوادگی فیلیپ را هنگام ازدواج می‌گرفت. عموی دوک، ارل مونتباتن از برمه، از نام خاندان مونتباتن حمایت می‌کرد. فیلیپ، نام خاندان ادینبرو را با توجه به عنوان دوکی خود پیشنهاد داد. ملکه ماری، مادربزرگ الیزابت، وقتی این موضوع را شنید، آن را به نخست‌وزیر انگلیس، وینستون چرچیل، گفت. بعداً چرچیل به ملکه توصیه کرد اعلامیه سلطنتی را منتشر کند و اعلام کند که خاندان سلطنتی به نام دودمان وینزر شناخته می‌شود. شاهزاده فیلیپ به‌طور خصوصی شکایت کرد، «من چیزی جز تک سلولی خونی نیستم. من تنها مردی در کشور هستم که اجازه ندارم نام خانوادگی خودم را روی فرزندان خودم بگذارم.»

## دین
اگرچه به نظر می‌رسید فیلیپ «همیشه خود را به عنوان یک وابسته به کلیسای انگلیس قلمداد می‌کرد» و با همکلاسی‌هایش در انگلیس و در تمام دوران نیروی دریایی سلطنتی در خدمات وابسته به کلیسای انگلیس شرکت کرده بود، اما در کلیسای ارتدکس یونان تعمید داده شده بود. اسقف اعظم کانتربری، جفری فیشر، می‌خواست موقعیت فیلیپ را با پذیرش رسمی وی در کلیسای انگلیس «تثبیت» کند، که در اکتبر ۱۹۴۷ این کار را انجام داد. در جریان بازدید هیلاریون، متروپولیتن ولوکولامسک از کاخ باکینگهام، در ۲۵ مه ۲۰۱۱، شاهزاده فیلیپ اعتراف کرد که «وابسته به کلیسای انگلیس شد، اما ارتدکس باقی ماند».

## درگذشت
فیلیپ در ۹ آوریل ۲۰۲۱، دو ماه پیش از صد سالگی‌اش، در ۹۹ سالگی در قلعه وینزر یکی از کاخ‌های محل سکونت او و ملکه درگذشت. وی «طولانی‌ترین همسر سلطنتی در تاریخ انگلیس» بود. علت مرگ وی هنوز فاش نشده‌است گرچه او از سال ۲۰۱۱ چندین بار به دلیل بیماری‌های قلبی-عروقی و عفونت در بیمارستان بستری شده بود و آخرین بار در ماه مارس ۲۰۲۱ چند روز را در بیمارستان سپری کرد.
مرگ او عملیات پُل فورث (به انگلیسی: Operation Forth Bridge) را آغاز کرد، طرحی برای مراسم خاکسپاری وی که متناسب با آرزوی او برای «هیاهوی» حداقل بود.
مراسم خاکسپاری در ۱۷ آوریل در قلعه وینزر برگزار شد. به دلیل شرایط ویژه کرونا، به جز مراسم خاکسپاری، هیچ گونه تشییع جنازه یا مراسم دیگری در خارج از قلعه یا در لندن برگزار نشد. تا روز ۱۷ آوریل و به مدت هشت روز در بریتانیا عزای عمومی اعلام شد.

## عنوان‌ها، لقب‌ها و نشان‌ها
- ۱۰ ژوئن ۱۹۲۱ — ۱۸ مارس ۱۹۴۷: والاحضرتِ همایونی شاهزاده فیلیپ یونان و دانمارک
- ۱۸ مارس ۱۹۴۷ — ۱۹ نوامبر ۱۹۴۷: ستوان فیلیپ مونتباتن
- ۱۹ نوامبر ۱۹۴۷ — ۲۰ نوامبر ۱۹۴۷: والاحضرتِ همایونی سِر فیلیپ مونتباتن
- ۲۰ نوامبر ۱۹۴۷ — ۲۲ فوریه ۱۹۵۷: والاحضرتِ همایونی دوک ادینبرو
- ۲۲ فوریه ۱۹۵۷ — ۹ آوریل ۲۰۲۱: والاحضرتِ همایونی شاهزاده فیلیپ، دوک ادینبرو

### نماد دوک ادینبرو

نشان شاهزاده فیلیپ، دوک ادینبرو

نماد دوک ادینبرو تصویری است از یک انسان برهنه و شیر درنده‌ای که تاج‌دار است و در میان این دو، نشان سلطنت قرار دارد. در بخش زیرین این نماد نوشته شده‌است «خداوند یاری‌گر من است» که این جمله به خود شخص شاهزاده فیلیپ و سرزمین ادینبرو مربوط است.